# Heinrich Göppert
Johann Heinrich Robert Göppert (; Szprotawa, 25 luglio 1800 – Breslavia, 18 maggio 1884) è stato un botanico e paleontologo tedesco.

## Biografia
Nel 1831 divenne professore di botanica, e curatore dei giardini botanici a Breslavia. Nel 1852 divenne direttore dei giardini botanici.
Egli era particolarmente noto per il suo lavoro in paleobotanica, nella quale scrisse molti articoli.
Göppert effettuò delle ricerche approfondite sulla formazione del carbone e del ambra, e condusse dei studi comparativi sulla flora e sui fossili. Nel 1840, dimostrò l'esistenza delle cellule vegetali nel carbon fossile, nella quale, con la sua ricerca, concluse il lungo dibattito sull'origine del carbone. La sua collezione privata di esemplari di flora fossile fu considerata la più bella del mondo.
Era il padre dell'avvocato, Heinrich Robert Göppert, ed era il bisnonno di Maria Goeppert-Mayer (dalla quale vinse anche il Premio Nobel per la fisica, 1963).
Nel 1861 divenne membro straniero della Royal Netherlands Academy of Arts and Sciences.

## Pubblicazioni principali
- Die fossilen Farnkräuter - (1836).
- De floribus in statu fossili (1837).
- De coniferarum structura anatomica - (1841).
- Die Gattungen der fossilen Pflanzen, verglichen mit denen der Jetztzeit - (1841–42).
- Ueber die chemischen Gegengifte, zum Gebrauche für Ärzte, Wundärzte und Pharmaceuten, so wie für academische Vorlesungen : mit 1 Tab. .
- Der Bernstein und die in ihm befindlichen Pflanzenreste der Vorwelt (con Georg Karl Berendt, 1845).
- Abhandlungen über die Entstehung der Steinkohlenlager aus Pflanzen - (1848).
- Abhandlung über die Beschaffenheit der fossilen Flora in verschiedenen Steinkohlenablagerungen eines und desselben Reviers - (1849).
- Monographie der fossilen Koniferen, verglichen mit denen der Jetztwelt - (1850).
- Beiträge zur Tertiärflora Schlesiens - (1852).
- Die Tertiärflora von Schoßnitz in Schlesien - (1855).
- Die Tertiärflora auf der Insel Java - (1855).
- Über die fossile Flora der silurischen, der devonischen und der untern Kohlenformation- (1860).
- Die fossile Flora der permischen Formation - (1864–65).
- Über Aphyllostachys, eine neue fossile Pflanzengattung, sowie über das Verhältnis der fossilen Flora zu Darwins Transmutationstheorie - (1866).